# Oskar Henrik Bergqvist
Oskar Henrik Bergqvist, född 2 oktober 1812 i Torpa församling, Östergötlands län, död 30 juli 1895 i Vänersborg, var en svensk musikdirektör.
Bergqvist, som var son till en organist, började redan vid fem års ålder, undervisad av sin far, spela piano och sju år gammal spelade han i kyrkan sin första psalm. I mars 1828 vann han inträde på Musikkonservatoriet i Stockholm och i juni samma år tog han organistexamen med betyget "utmärkt". År 1831 tog han musikdirektörsexamen, 1832 ingick han äktenskap och flyttade till Linköping, där han gav musiklektioner, men kallades 1835 till Vänersborg för att tillträda organistbefattningen, varefter han 1837 antogs till musikdirektör vid Västgöta-Dals regementes musikkår. År 1842 erhöll han ett hedersomnämnande av Kungliga Musikaliska Akademien för en av honom komponerad konsertouvertyr och 1853 invaldes han som associé av nämnda akademi. Året därpå bildade han Vänersborgs musikförening och blev 1858 antagen till musik- och sånglärare vid läroverket där.
År 1853 blev Bergqvist ledamot av stadens drätselkammare och 1862 ledamot och vice ordförande i stadsfullmäktige. Sistnämnda år blev han även suppleant i Älvsborgs läns landsting. Efter att ha tagit en verksam del i tillkomsten och byggandet av Uddevalla-Vänersborg-Herrljunga Järnväg (UVHJ) blev han 1862 dess verkställande direktör och blev flera gånger såsom sådan återvald. År 1874 tillträdde han även som lasarettssyssloman, en befattning vilken han innehade till sin död, även om han under de sista åren anlitade biträde vid dess skötande.